# Naomi J. Ogawa
Naomi Jade Ogawa (Londres, 24 de agosto de 1996) es una actriz y modelo británica. Principalmente conocida por su papel de Yoko Tanaka en la serie de Netflix, Wednesday.

## Biografía
Ogawa nació en 1996 en Londres de padre inglés y madre japonesa, además también tiene algo de ascendencia portuguesa.
Mientras crecía se mudó varias veces y asistió a varias escuelas internacionales diferentes en Europa. Poco después decidió que lo académico no era para ella debido a su dislexia, Ogawa fue a un internado en la Escuela Ross de Nueva York, donde pudo especializarse en un campo artístico. Como era «dolorosamente tímida», su interés por la actuación surgió inesperadamente a través de un musical escolar. Regresó a Londres para hacer una audición para la escuela de teatro. Después de dos años, fue admitida en su primera opción y se graduó en el Drama Centre London con una licenciatura en Actuación en 2019.
Hizo su debut cinematográfico como Kate en la película de ciencia ficción Skylines de Liam O'Donnell de 2020 (también estilizada como SKYLIN3S). Después de un arduo proceso de audición, fue elegida para su primer papel principal en televisión como la vampira Yoko Tanaka en la serie de Netflix de Tim Burton, Wednesday, centrada en el personaje de Wednesday Addams (interpretado por Jenna Ortega). La primera temporada se estrenó en 2022. En mayo de 2024 se informó que Ogawa no regresaría para la segunda temporada.
Además, ha presentado los pódcast Identity Issues y Nay's Way y es una entrenadora personal calificada.
En 2023, Ogawa se convirtió en el rostro de la colección Wild Leda del diseñador italiano Roberto Cavalli.

## Filmografía
| Año  | Título               | Papel       | Notas                        | Ref.   |
| ---- | -------------------- | ----------- | ---------------------------- | ------ |
| 2020 | Assassin             | Amante      | Cortometraje                 |        |
| 2020 | Skylines             | Kate        | Acreditada como Naomi Tankel | [ 8 ]  |
| 2022 | Wednesday            | Yoko Tanaka | Papel principal; 8 episodios | [ 11 ] |
| —    | Maintenance Required | Jenny       | Película                     |        |